# کورت لوتگن

کورت لوتگن (به آلمانی: Kurt Lütgen) (زاده ۱۹۱۱، پومرانی - درگذشته ۱۹۹۲) روزنامه نگار و نویسنده آلمانی است.

## زندگی
کورت لوتگن در سال ۱۹۱۱ در گلیتزیگ پومرانی به دنیا آمد و در ماگدبورگ بزرگ شد. یکی از آثار او با نام گرگ‌ها زمستان ندارند یا به آلمانی Kein Winter für Wölfe که در سال ۱۹۵۵ در برانشوایگ منتشر شده بود در ایران توسط مهدی شهشهانی ترجمه و به وسیله کانون پرورش فکری کودکان و نوجوانان در سال ۱۳۶۴ منتشر شد.

## جوایز
1. ۱۹۵۲ جایزه فردریک گرشتاکر برای کاپیتان بزرگ
2. ۱۹۵۶ جایزه آلمانی کتاب جوانان برای گرگ را زمستانی نیست یا "گرگ‌ها زمستان ندارند"
3. ۱۹۶۷ جایزه آلمانی کتاب جوانان برای راز گذرگاه شمال غربی
4. ۱۹۷۲ جایزه فردریک گرشتاکر برای همهٔ آثار
5. ۱۹۷۷ صلیب شایستگی فدرال
6. ۱۹۸۳ جایزه بزرگ آکادمی آلمان برای ادبیات کودکان